# Disgeusia
La disgeusia è la distorsione o l'abbassamento del senso del gusto.
Può essere ricondotta a una carenza di zinco ed è un effetto collaterale di alcuni farmaci utilizzati per combattere l'ipertensione o psicofarmaci, incluso il litio. È riscontrata anche in pazienti con una grave insufficienza epatica e spesso è una conseguenza dell'infarto. Inoltre sono stati documentati casi in cui la disgeusia era riconducibile a una radioterapia alla testa o al collo in concomitanza agli effetti della xerostomia.